# Грэм, Уильям, 2-й лорд Грэм
Уильям Грэм (англ. William Graham; ? — 1472) — шотландский аристократ, 2-й лорд Грэм. Сын Патрика Грэма, 1-го лорда Грэма, от которого унаследовал владения и титул после 24 июня 1466 года. Был женат на Анне Дуглас, дочери Уильяма Дугласа, 2-го графа Ангуса, и Маргарет Хей. В этом браке родились:
- Уильям, 3-й лорд Грэм и 1-й граф Монтроз;
- Джин;
- Кристиан, жена сэра Джеймса Холдейна и сэра Томаса Моула[4];
- Джордж (умер в 1513)[5];
- Изабелла, жена сэра Уолтера Бьюкенена[6];
- Агнес, жена сэра Уолтера Форрестера[7].